# Arnold-Böcklin-Straße 5 (Weimar)
In der Weimarer Südstadt im Stadtbezirk Oberweimar gibt es ein Wohnhaus mit Garage und Garten Arnold-Böcklin-Straße 5. Die Straße selbst steht nicht auf der Liste der Kulturdenkmale in Weimar (Sachgesamtheiten und Ensembles), aber das Wohnhaus auf der Liste der Kulturdenkmale in Weimar (Einzeldenkmale). Benannt wurde dieses nach dem Maler der Weimarer Malerschule Arnold Böcklin. Das Wohnhaus ist dem Art déco zuzuordnen. Dieses aus Ziegelmauerwerk errichtete Wohnhaus entstand 1927/28 für den Direktor der Thüringer Staatsbank Karl Reinhardt. Den Entwurf lieferte das Berliner Architekturbüros Bielenberg & Moser. Der Grundriss mit dem zylindrischen Vorbau ist ungewöhnlich. Es hatte außer Reinhardt mehrere Besitzer: ab 1939 bewohnte des der bekannte Fotograf Walter Hege.
Die Arnold-Böcklin-Straße trägt ihren Namen seit 1936.